# Mistrzostwa Afryki w Strzelectwie 2014
Mistrzostwa Afryki w Strzelectwie 2014 – jedenaste mistrzostwa Afryki w strzelectwie, które rozegrano od 17 do 26 lutego w egipskim Kairze.
Medale przyznawano w 32 konkurencjach, w tym w 20 męskich i 12 żeńskich. Wśród mężczyzn rywalizowano w ośmiu zawodach drużynowych, zaś kobiety miały takich o połowę mniej. Rozegrany zostały również cztery konkurencje juniorskie.
W klasyfikacji medalowej zdecydowanie zwyciężyli gospodarze mistrzostw, którzy zdobyli więcej medali niż pozostałe ekipy razem wzięte (Egipt 54, pozostałe ekipy 42).

## Klasyfikacja medalowa
Gospodarze mistrzostw
| Pozycja | Kraj              | Złoto | Srebro | Brąz | Łącznie |
| ------- | ----------------- | ----- | ------ | ---- | ------- |
| 1       | Egipt             | 27    | 15     | 12   | 54      |
| 2       | Tunezja           | 3     | 3      | 5    | 11      |
| 3       | Algieria          | 1     | 6      | 2    | 9       |
| 4       | Południowa Afryka | 1     | 1      | 2    | 4       |
| 5       | Senegal           | 0     | 5      | 3    | 8       |
| 6       | Kenia             | 0     | 2      | 2    | 4       |
| 7       | Nigeria           | 0     | 0      | 5    | 5       |
| 8       | Sudan             | 0     | 0      | 1    | 1       |

## Medaliści

### Mężczyźni
| Konkurencja                              | Złoto                                            | Wynik       | Srebro                                                          | Wynik       | Brąz                                                 | Wynik       |
| Karabin dowolny, trzy pozycje, 50 m      | Ahmed Morad                                      | 1138+442,8  | Amgad Hosen                                                     | 1127+436,2  | Hamada Talat                                         | 1138+424,3  |
| Karabin dowolny leżąc, 50 m              | Ahmed Morad                                      | 612,0+206,2 | Hamada Talat                                                    | 611,1+203,8 | Gurupreet Dhanjal                                    | 602,9+182,3 |
| Karabin dowolny leżąc, 50 m, drużynowo   | Egipt Osama El-Saeid Ahmed Morad Hamada Talat    | 1825 pkt.   | Kenia Gurupreet Dhanjal Hemang Dhulashia Gulraaj Sehmi          | 1824,2 pkt. | Sudan Arif Ali Hayder Ali Medany Omar                | 1577,1 pkt. |
| Karabin pneumatyczny, 10 m               | Mohamed Hamdy                                    | 611,8+200,1 | Amgad Hosen                                                     | 616,4+200,1 | Jacques Pienaar                                      | 590,6+180,2 |
| Karabin pneumatyczny, 10 m, drużynowo    | Egipt Mohamed Hamdy Amgad Hosen Hamada Talat     | 1845,7 pkt. | Południowa Afryka Barto Pienaar Jacques Pienaar Charles Vorster | 1789 pkt.   | Nigeria Sesan Abolarin Okposo Esugo Barau Waziri     | 1534,7 pkt. |
| Karabin pneumatyczny, 10 m (juniorzy)    | Sybrand Laurens                                  | 605,8+201,6 | Chafik Bouaoud                                                  | 599,2+195,5 | Basel Amer                                           | 606,1+176,0 |
| Pistolet dowolny, 50 m                   | Mohamed El-Dahan                                 | 531+180,8   | Karim Wagih                                                     | 547+178,8   | Hossam Hassan                                        | 513+159,3   |
| Pistolet dowolny, 50 m, drużynowo        | Egipt Mohamed El-Dahan Hossam Hassan Karim Wagih | 1591 pkt.   | Senegal El-Hadji Dioum Waly Faye Marcel Niane                   | 1445 pkt.   | Kenia Gurjeet Ghaley Shitul Shah Idris Valimohammed  | 1331 pkt.   |
| Pistolet szybkostrzelny, 25 m            | Ahmed Shaban                                     | 569+20      | Mahmoud Taha                                                    | 562+20      | Hesham Rashad                                        | 550+9       |
| Pistolet szybkostrzelny, 25 m, drużynowo | Egipt Hesham Rashad Ahmed Shaban Mahmoud Taha    | 1681 pkt.   | Senegal Claude D'Almeida Marcel Niane Mamadou Niang             | 1290 pkt.   | Nigeria Madu Abdul Kingsley Okereke Sunday Atabo     | 930 pkt.    |
| Pistolet centralnego zapłonu, 25 m       | Hesham Rashad                                    | 568         | Hassan El-Ghoul                                                 | 566         | Mahmoud Taha                                         | 557         |
| Pistolet pneumatyczny, 10 m              | Ala Alothmani                                    | 563+202,4   | Faycel Chihawi                                                  | 562+194,7   | Karim Wagih                                          | 567+173,9   |
| Pistolet pneumatyczny, 10 m, drużynowo   | Egipt Mohamed El-Dahan Ahmed Shaban Karim Wagih  | 1704 pkt.   | Algieria Amine Adjabi Adel Lecheheb Fateh Ziadi                 | 1667 pkt.   | Tunezja Ala Alothmani Farid Amri Faycel Chihawi      | 1664 pkt.   |
| Pistolet pneumatyczny, 10 m (juniorzy)   | Aly Kamel                                        | 546+192,0   | Omar Abdel-Kader                                                | 549+188,1   | Ahmed El-Kordy                                       | 555+167,4   |
| Trap                                     | Abdelaziz Mehelba                                | 106+12+14   | Mokhtar Ali Benali                                              | 105+13+10   | Ahmed Zaher                                          | 116+11+12   |
| Trap, drużynowo                          | Egipt Abdelaziz Mehelba Ahmed Zaher Hassan Korey | 333 pkt.    | Algieria Mokhtar Ali Benali Salah Bouali Fowad Abid             | 324 pkt.    | Tunezja Hechmi Miladi Sofian Bohli Abdelhafidh Douzi | 271 pkt.    |
| Trap podwójny                            | Adel Fawzy                                       | 122+24+21   | Mohamed Hossam                                                  | 114+22+21   | Mokhtar Ould                                         | 131+22+28   |
| Trap podwójny, drużynowo                 | Egipt Adel Fawzy Mohamed Hossam Hassan Korey     | 357 pkt.    | Algieria Mokhtar Ould Rabah Bouzid Lounis Ferrat                | 317 pkt.    | Senegal Hassane Ramlaoui Hussein Zein Salah Hoballah | 168 pkt.    |
| Skeet                                    | Azmy Mehelba                                     | 118+14+14   | Clement Fakhoury                                                | 106+12+11   | Mohamed Robbana                                      | 108+12+12   |
| Skeet, drużynowo                         | Egipt Mostafa Hamdy Azmy Mehelba Sarkis Martayan | 353 pkt.    | Senegal Clement Fakhoury Hassane Ramlaoui Hussein Zein          | 316 pkt.    | Tunezja Hechmi Miladi Sofian Bohli Abdelhafidh Douzi | 292 pkt.    |

### Kobiety
| Konkurencja                            | Złoto                                              | Wynik       | Srebro                                               | Wynik       | Brąz                                                              | Wynik       |
| Karabin dowolny, trzy pozycje, 50 m    | Nourhan Amer                                       | 553+428,8   | Reham Ahmed                                          | 530+402,4   | Kate Otiti                                                        | 513+388,7   |
| Karabin dowolny leżąc, 50 m            | Shimaa Hashad                                      | 595         | Nourhan Amer                                         | 592         | Reham Ahmed                                                       | 585         |
| Karabin dowolny leżąc, 50 m, drużynowo | Egipt Reham Ahmed Nourhan Amer Shimaa Hasad        | 1771,7 pkt. | Kenia Joyce Cheebi Farhia Mohamed Preeyam Sehmi      | 1707,3 pkt. | Nigeria Adaeze Eziuzor Kate Otiti Patince Umuigbe                 | 1223,5 pkt. |
| Karabin pneumatyczny, 10 m             | Houda Chaabi                                       | 406,0+200,4 | Shimaa Hashad                                        | 406,1+200,0 | Meriam Riahi                                                      | 406,2+178,6 |
| Karabin pneumatyczny, 10 m, drużynowo  | Egipt Nourhan Amer Shimaa Hashad Mennat Hussein    | 1213,1 pkt. | Tunezja Safa Ennassri Meriam Riahi Manel Zitouni     | 1200,8 pkt. | Południowa Afryka Burnedine Erasmus Tanya Snyders Chantelle Botha | 1192,9 pkt. |
| Karabin pneumatyczny, 10 m (juniorki)  | Bassant Tawfik                                     | 387,7+198,7 | Hadir Mekhemar                                       | 393,4+197,4 | Shahd Abou El-Yazid                                               | 395,7+177,1 |
| Pistolet pneumatyczny, 10 m            | Noura Nasri                                        | 381+198,1   | Olfa Charni                                          | 377+195,2   | Dina Esmat                                                        | 363+171,8   |
| Pistolet pneumatyczny, 10 m, drużynowo | Tunezja Olfa Charni Ines Kalai Noura Nasri         | 1124 pkt.   | Egipt Radwa Abdel-Latif Dina Esmat Shaimaa Samir     | 1102 pkt.   | Senegal Mame Fall Ndeye Ndiaye Sinna Niang                        | 1030 pkt.   |
| Pistolet pneumatyczny, 10 m (juniorki) | Afaf El-Hodhod                                     | 373+195,5   | Rachida Benfalami                                    | 363+185,6   | Halla Medjiah                                                     | 363+165,9   |
| Pistolet sportowy, 25 m                | Afaf El-Hodhod                                     | 561+14+7    | Lamya El-Hodhod                                      | 553+13+3    | Sinna Niang                                                       | 528+11+7    |
| Pistolet sportowy, 25 m, drużynowo     | Egipt Afaf El-Hodhod Lamya El-Hodhod Shaimaa Samir | 1643 pkt.   | Senegal Sinna Niang Rahmatoullahi Diop Aissatou Sall | 1340 pkt.   | Nigeria Nfoniso Ibok Nera Ekpeyoung Ada Ikevude                   | 1047 pkt.   |
| Trap                                   | Nourhan El-Meniawy                                 | 62+12+10    | Suzan Gaber                                          | 62+10+8     | Maggy Ashmawy                                                     | 59+10+12    |